# S&P 600
S&P小盤股600指數 (S&P SmallCap 600 Index、S&P 600) 是一個由標普全球評級計算的股價指數，涵蓋美國的小盤股公司，為加權股價指數。

## 外部連結
- Yahoo Finance page for ^SP600 （页面存档备份，存于）
- Bloomberg page for SML:IND （页面存档备份，存于）
- Standard & Poor's page for S&P SmallCap 600 Index （页面存档备份，存于）